# Jazzchor Ettlingen
Der Jazzchor Ettlingen ist ein gemischter Jazz- und Popchor, der in Ettlingen besteht. Er entstand 1995 aus einem 1904 gegründeten Arbeiter-Gesangverein. 
Unter der Chorleitung von Wolfgang Klockewitz sind dort heute etwa 40 Sängerinnen und Sänger aktiv. Sein Programm umfasst Swingtitel, Jazz-Standards und Klassiker, die der Chor in neuen Versionen präsentiert. Die meisten Stücke hat Wolfgang Klockewitz speziell für den Jazzchor arrangiert. Der Chor wird begleitet von namhaften Profimusikern der Region Baden.

## Geschichte des Chors
Der ursprüngliche Gesangskörper Arbeiterverein Eintracht 1904 e.V. wurde am 30. Oktober 1904 im „Darmstädter Hof“ in Ettlingen aus der Arbeiterbewegung heraus als Männerchor gegründet. Es folgte die Teilnahme an verschiedenen Sängerfesten, 1907 in Freiburg, 1910 in Heidelberg, 1911 in Straßburg und 1913 in Karlsruhe. Der Erste Weltkrieg unterbrach die erfolgreiche Chortätigkeit. Nach 1918 wurde die Vereinsarbeit wieder aufgenommen und verstärkt, so dass der Chor sich an die Singakademie Karlsruhe anschließen konnte.
1933 wurde der Arbeiterverein „Eintracht“ nach dem Machtantritt der Nationalsozialisten verboten, lt. Festschrift zum 100-jährigen Jubiläum des Vereins 2004 wurde „das Vereinsvermögen eingezogen, Noten, Vereinsfahne und alle Unterlagen verbrannt.“ Nach dem Zweiten Weltkrieg musste sich der Verein erst wieder emporarbeiten, da das Vermögen und sämtliche Vereinsunterlagen vernichtet waren. Zu einer Neugründung brauchte es in der damaligen Französischen Besatzungszone politische Beurteilungen durch die Militärregierung. Am 6. Januar 1948 erteilte sie dem Chor eine einstweilige Genehmigung zur Arbeit.
Am 24. Januar 1971 wurde der Name des Chors geändert: Aus dem „Arbeiterverein Eintracht 1904“ wurde der „Eintracht-Chor 1904 Ettlingen“. Aus dem reinen Männerchor entstand ein gemischter Chor. 1995 übernahm der Jazzpianist und -Komponist Wolfgang Klockewitz die Leitung des Chors. Daraufhin wurde beschlossen, dem Eintracht-Chor den Auftrittsnamen „Jazzchor Ettlingen“ zu geben.

## Gegenwart
Als eingetragener, gemeinnütziger Verein der Stadt Ettlingen nimmt der Chor auch an offiziellen Terminen der Stadt teil und vertritt das gute Image von Ettlingen auch über die Landesgrenzen hinweg.
Der Jazzchor Ettlingen verfügt über ein großes Repertoire aus Jazzstandards, jazzig bearbeiteten Pop- und Funknummern und Kompositionen von Cannonball Adderley über George Gershwin bis hin zu Joe Zawinul. 
Der Chor ist in Konzertsälen, in Kirchen und beim großen Open-Air-Konzert „Fest“ in der Günther-Klotz-Anlage in Karlsruhe aufgetreten und hat u. a. auf Festivals wie z. B. beim schweizerischen Montreux Jazz Festival gastiert. Mehrmals trat der Jazzchor Ettlingen beim Internationalen Universitätsmusikfestival in Belfort in Frankreich auf.
2015 feierte der Jazzchor sein 20-jähriges Bestehen mit einem Konzert „Pop Goes Jazz“ in der Schlossgartenhalle Ettlingen.

## Auszeichnungen
2002 Landessieger beim deutschen Chorwettbewerb

## Auftritte im Hörfunk
- 22. Januar 2017: SWR4 „Musik aus dem Land“[2]
- 19. Oktober 2016: Deutschlandfunk Kultur, Sendung „Tonart“.[3]
- 15. Januar 2006: SWR 4, „Musik aus dem Land“,[4]

## CDs
- Live in Montreux
- TIL NOW Seven Jazzy Years
- Christmas Goes Jazz
- Classic Goes Jazz